# Corte dei conti europea
La Corte dei conti europea è una delle sette istituzioni dell'Unione europea, preposta all'esame dei conti di tutte le entrate e le uscite dell'Unione e dei suoi vari organi al fine di accertarne la sana gestione finanziaria.

## Storia
Istituita con il Trattato di Bruxelles il 22 luglio 1975, è entrata in funzione nell'ottobre del 1977 a Lussemburgo, dove attualmente ha sede. Solo col Trattato di Maastricht, nel 1992, tuttavia, è assurta a rango di istituzione dell'Unione europea, introducendone l'obbligo di pubblicazione di una dichiarazione annuale sull'affidabilità e la regolarità dei conti dell'Unione. Col Trattato di Amsterdam, le competenze di controllo della Corte sono state ampliate ai temi della politica estera e di sicurezza comune, della giustizia e degli affari interni, conferendole il potere di appellarsi alla Corte di giustizia delle Comunità europee per salvaguardare le proprie prerogative nei confronti delle altre istituzioni dell'UE. Il Trattato di Nizza e la Costituzione europea hanno stabilito la composizione della Corte confermandone i poteri stabiliti dai precedenti trattati.

## Compiti, poteri e finalità
La Corte dei Conti esamina tutte le entrate e le spese dell'Unione e dei suoi organi, controllandone la legittimità e la regolarità e accertandone la corretta gestione finanziaria. Annualmente redige una dichiarazione di affidabilità sui conti (DAS), ma può in ogni momento pubblicare relazioni speciali su problemi specifici. È consultata sulle proposte di misure nell'ambito della lotta contro le frodi fiscali e le irregolarità finanziarie. Assiste il Parlamento europeo e il Consiglio nella funzione del controllo dell'esecuzione del bilancio dell'UE. Essa non ha poteri giurisdizionali, e i suoi pareri non sono vincolanti, ma questo nulla toglie all'importanza primaria del suo compito.

## Funzionamento
La verifica dei conti (audit in gergo) si distingue in
- audit periodico, verifica annuale dei rendiconti dell'Unione e dei suoi organismi così come stabilito dalle norme dei trattati;
- audit selezionato, verifica approfondita di alcuni settori del bilancio o dei rendiconti di un tema specifico.

Le politiche e le norme di controllo dei conti si basano sulle norme stabilite dall'INTOSAI (Organizzazione internazionale delle istituzioni superiori di controllo) e dall'IFAC (Federazione internazionale dei contabili). Quando la Corte viene a conoscenza di un presunto caso di frode o corruzione nello svolgimento della propria attività di audit o su segnalazione di terzi, trasmette immediatamente l'informazione all'Ufficio europeo per la lotta antifrode (OLAF), che ha la responsabilità di svolgere indagini dettagliate e di prendere le dovute misure. Nel DAS (documento annuale di affidabilità), la Corte oltre a rendere nota la legittimità e regolarità dei conti dell'UE si pronuncia anche sui principi di economicità, efficienza ed efficacia delle spese dell'Unione: per conseguire un obiettivo è stata spesa la minima quantità di fondi? è stato realizzato un ottimale impiego delle risorse? sono stati conseguiti gli obiettivi prefissatisi? Questo è quello che si chiama "controllo della sana gestione finanziaria".
La procedura di audit si compone di tre fasi:
- nella fase della pianificazione i revisori contabili raccolgono e analizzano i dati trasmessi dalla Commissione europea e dalle amministrazioni degli Stati membri e beneficiari al fine di predisporre un quadro d'insieme dei principali sistemi di gestione e di controllo interno. Per ogni audit svolto, i revisori preparano un piano d'indagine che descrive l'ambito, la metodologia e gli obiettivi dell'audit; il piano d'indagine è integrato da un programma di audit che descrive dettagliatamente le verifiche di audit necessarie.
- nella fase di verifica, svolta da un équipe composta da tre persone, i revisori raccolgono gli elementi probatori, conformemente al programma di audit, sia nell'ambito delle istituzioni dell'Unione europea sia in loco negli Stati membri e beneficiari. Gli elementi probatori sono raccolti attraverso l'esame di documenti giustificativi chiave, l'ispezione fisica e la richiesta d'informazioni
- nella fase di stesura delle relazioni i risultati del lavori di audit vengono trasmessi a tutti gli interessati (ente sottoposto all'audit, Commissione e Parlamento, pubblico). Importante è la procedura di discussione bilaterale: inviati i risultati all'istituzione i cui conti sono stati sottoposti all'audit, questa si esprime sui risultati, che possono portare una modifica della relazione finale e in ogni caso vanno aggiunti alla relazione finale

## Composizione
I membri della Corte dei conti, uno per ciascuno Stato membro dell'Unione, sono nominati dal Consiglio tra le personalità che fanno o hanno fatto parte nei rispettivi Stati delle istituzioni di controllo esterno dei conti pubblici e che possiedono una qualifica per tale funzione. Il loro mandato è di 6 anni, rinnovabile. I membri si riuniscono in collegio, l'organo decisionale della Corte, e si esprimono a maggioranza in sedute a porte chiuse. I membri eleggono al loro interno un presidente, con mandato di 3 anni rinnovabile. Primus inter pares, il presidente della Corte ne coordina i lavori e ne garantisce il regolare funzionamento, rappresentandola nelle relazioni esterne. Inoltre i membri della Corte nominano al loro interno un segretario generale responsabile
della gestione del personale e dell'amministrazione della Corte, compresa la formazione professionale, e del servizio della traduzione. La Corte si compone attualmente di 760 dipendenti. Essa è organizzata in gruppi di audit, ognuno dei quali si occupa della revisione dei conti di un determinato settore del bilancio dell'UE. I gruppi attuali sono:
- Gruppo I - Politiche agricole
- Gruppo II - Politiche strutturali e interne
- Gruppo III - Azioni esterne
- Gruppo IV - Risorse proprie, attività bancarie, spese di funzionamento, istituzioni e organismi comunitari
- Gruppo CEAD - Coordinamento, valutazione, affidabilità, sviluppo

I fondi destinati al funzionamento della Corte sono stati nel 2004 pari a 95 milioni di euro (0,1% delle spese dell'UE).
Presidente attuale è, dal 2016, il tedesco Klaus-Heiner Lehne.
Segretario generale attuale è, dal 2009, lo spagnolo Eduardo Ruiz García.

## Riferimenti normativi
- Codice di condotta per i Membri e precedenti Membri della Corte